# Канібадам
Канібадам (тадж. Конибодом) — місто в Согдійській області Таджикистану, розташоване у Ферганській долині.

## Географія
Місто знаходиться в Согдійській області Таджикистану. Розташований в південно-західній частині Ферганської долини, на Великому Ферганському каналі, який проходить по південній околиці міста, за 6 кілометрів від залізничної станції Канібадам. Через долину протікає річка Ісфара.

### Клімат
Місто знаходиться у зоні, котра характеризується кліматом тропічних степів. Найтепліший місяць — липень із середньою температурою 27.4 °C (81.3 °F). Найхолодніший місяць — січень, із середньою температурою -0.6 °С (30.9 °F).
| Клімат Канібадама       | Клімат Канібадама | Клімат Канібадама | Клімат Канібадама | Клімат Канібадама | Клімат Канібадама | Клімат Канібадама | Клімат Канібадама | Клімат Канібадама | Клімат Канібадама | Клімат Канібадама | Клімат Канібадама | Клімат Канібадама | Клімат Канібадама |
| Показник                | Січ.              | Лют.              | Бер.              | Квіт.             | Трав.             | Черв.             | Лип.              | Серп.             | Вер.              | Жовт.             | Лист.             | Груд.             | Рік               |
| Середня температура, °C | −0,6              | 1,7               | 8,6               | 16                | 21                | 25,6              | 27,4              | 25,3              | 20,4              | 13,8              | 7,3               | 1,9               | 14                |
| Норма опадів, мм        | 52.1              | 54.9              | 77.7              | 69.9              | 52.3              | 12                | 7.7               | 1.9               | 5                 | 39.7              | 43                | 49.3              | 465.5             |
| Днів з опадами          | 7,6               | 8                 | 9,4               | 9,1               | 8,1               | 3,6               | 1,9               | 1,1               | 1,7               | 5,1               | 6                 | 7,3               | 68,9              |
| Вологість повітря, %    | 75.7              | 73                | 65.1              | 58.1              | 49.9              | 39.2              | 39.5              | 43.1              | 46.1              | 56.7              | 66.8              | 75.3              | 57.4              |
| ----------------------- | ----------------- | ----------------- | ----------------- | ----------------- | ----------------- | ----------------- | ----------------- | ----------------- | ----------------- | ----------------- | ----------------- | ----------------- | ----------------- |
| Джерело: Weatherbase    |                   |                   |                   |                   |                   |                   |                   |                   |                   |                   |                   |                   |                   |

## Історія
В історичних документах відзначається що Канібадам є одним з найдавніших міст Центральної Азії, зокрема 3700 років тому одна з гілок Великого Шовкового Шляху 3700 років проходила через Канібадам. Також наукові дослідження поемі Абулкасима Фірдоусі «Шах-наме» свідчить що 3000 років тому місто називалось Канд. Вперше місто згадується в історичних актах 1463 року. Канібадам віддавна славивися своїм мигдалем, про це згадується в поетичній спадщині Хакіма Сузанії Самарканді (помер 1179). Власне від цього походить його назва Канібодом (місто багате миндалем).
1842 рік Бухарський емір Насрулла напав на володіння кокандського хана Мадаліхана, тож запеклі бої відбулись в Канібадамі і стали причиною загибелі багатьох людей. У II половині XIX століття Російська імперія захопила Середню Азію, тож місто увійшло до складу Росії.

### 19-20 століття
1899 року було збудовано залізницю між Самаркандом і Ферганою. Тоді ж в Канібадамі були знайдені поклади нафти та вугілля. Була збудована Шурабська вугільна шахта, підприємство з переробки нафти. Також у 1916 році було збудовано бавовноочищувальний завод та маслозавод.
Коли в Російській імперії відбувся жовтневий переворот 1917-го року в Коканді утворилась Кокандська автономна область, яка закликала до боротьби проти комуністичного уряду, а його прихильники навіть зуміли тимчасово оточити червоноармійський гарнізон, однак автономний уряд довго не втримався. Отож 5 травня 1919 року в Канібадамі відбулась конференція комуністичної партії.
Хоча автономний Кокандський уряд впав, тим не менше його прихильники зуміли створити рух басмачів, який нараховував 70 тисяч людей та діяв до середини 20-х років XX століття. У 1925 році в околицях міста було зафіксовано голод.
У результаті національно-територіального поділу 1924 року Канібадам увійшов до складу Ферганської області Узбекистану. 1925 року місто стало районним центром Узбекистану, при цьому в районі переважали таджики.
1931-1932 році було збудовано залізницю Канібадам — Ісфара.
У жовтні 1929 року автономна Таджицька Радянська Соціалістична Республіка безпосередньо увійшла до складу СРСР. 11 серпня 1937 року Канібадам отримав статус міста.

## Промисловість
У Канібадамському районі будується нафтопереробний завод — ці роботи проводять китайці. Проектна потужність підприємства дозволяє переробити 1,2 млн тон нафти протягом року.
Також тут є бавовнообробні заводи та підприємства з переробки сільськогосподарської продукції. У місті розвинуті народно-художні промисли.

## Населення
У 1917 році в Канібадамі було 30 тисяч мешканців. У 2003 році населення складало 47 тисяч. 2010 р — 45000. Станом на 2022 рік — 54 400 .

## Освіта
До 1917 року в Канібадамі функціонувало 6 медресе та 105 мечетей, які займались освітою учнів. У 1905 році була відкрита російсько-туземна школа. 1931 році відкрився педагогічний технікум (нині педучилище). Зараз у місті працює медучилище, технікум, 3 професійно-технічних училища. У місті є ліцей. У місті є 53 загальноосвітні школи в яких навчається понад 36 тисяч учнів.

## Культура
У місті є драматичний театр, музей.

## Персоналії
- Каміл Ярматов (1903—1978) — узбецький актор, сценарист, кінорежисер.

## Архітектура
Збереглися 2 медресе: Мир-Раджаб-Додхо (XVI ст) і Оім (XVII ст.), мечеті, мавзолей Лангарі-Бобо.